# Patricia Jones
Patricia »Pat« Jones-Dalziel, kanadska atletinja, * 16. oktober 1930, New Westminster, Kanada.
Nastopila je na olimpijskih igrah leta 1948, kjer je osvojila bronasto medaljo v štafeti 4x100 m. 